# En buen chileno
En buen chileno es un programa de debate político transmitido por Canal 13 y conducido por Iván Valenzuela quien aparece acompañado por panelistas expertos en el tema.
En cada episodio hay un invitado; solo en un episodio no lo hubo. Esto ocurrió el día 24 de septiembre de 2017, cuando la invitada era Beatriz Sánchez, en ese entonces candidata presidencial, quien renunció a asistir debido a que en el panel estaba Sergio Melnick, ministro durante la dictadura militar. Esto causó molestia en diferentes partes de la política, considerando la decisión de Sánchez como "torpe" o "un grave error".[cita requerida]
En buen chileno fue reemplazado por Mesa central, de temática similar.

## Historia

### Primera temporada
La idea venía desde principio de año, pero con las elecciones municipales la idea se volvió una realidad y se estrenó el 22 de agosto de 2016. Era emitido los días lunes a las 23:30 horas. A las pocas semanas salió Luis Larraín y lo reemplazó Sergio Melnick.

### Segunda temporada
El segundo ciclo se estrenó el 14 de mayo de 2017. Era emitido los días domingo entre las 10:00 y las 11:30. Durante el transcurso de la temporada, ha tenido varios cambios de panelistas: al comienzo ingresó Mariana Aylwin, en unas semanas salió Pilar Molina Armas y en su reemplazo entraron Gloria de la Fuente y Francisco José Covarrubias.

## Panelistas
- Sergio Melnick (2016-2017)
- Jorge Burgos (2016)
- Luis Larraín (2016)
- Patricia Politzer (2016)
- Patricio Fernández (2016)
- Pilar Molina Armas (2016-2017)
- Mariana Aylwin (2017)
- Gloria de la Fuente (2017)
- Francisco Covarrubias (2017)